# ジェームズ・ボール
ジェームズ・ボール（James A. Ball、1903年5月7日 - 1988年7月2日）は、カナダの陸上競技選手。
マニトバ州ドーフィンに生まれ、ブリティッシュコロンビア州ビクトリアにて生涯を終えた。

## 経歴
1928年アムステルダムオリンピックでは400mに出場し、アメリカのレイモンド・バーブチに次いで銀メダルを獲得。さらに4×400mリレーでは、アレックス・ウィルソン、 フィル・エドワーズ、スタンリー・グローバーとともに銅メダルを獲得。ボールは4年後の1932年ロサンゼルスオリンピックでも、4×400mリレーでウィルソン、エドワーズそしてレイ・ルイスとともに2大会連続の銅メダルを獲得した。